# Лот (финансы)
Лот — единица купли-продажи во время торгов на аукционах, биржах. Размеру лота соответствует определённый заранее объём товара в натуральном выражении. Стандартный размер сделки, контракта, совершаемых  во время торгов, устанавливается правилами аукционной и биржевой торговли.
Во время торгов на аукционе выставляемый на продажу лот состоит из одного или нескольких однородных по качеству предметов, вещей, наборов. Каждому аукционному лоту присваивается порядковый номер и устанавливается своя аукционная цена в ходе торга.
В применении к слову лот на фондовой бирже используются такие термины как полный лот, неполный лот, нефасованный лот, фасованный лот.
- Полный лот (круглый лот, Round Lot) — пакет из 10, 100, 500 либо другого количества ценных бумаг.
- Неполный лот (нестандартный лот, некруглый лот, Odd lot, Broken lot) — пакет, содержащий меньшее количество ценных бумаг, чем полный лот.
- Нефасованный лот (Broken lot) — дробный лот, определяемый в зависимости от установленного (наименьшего) числа акций определённого номинала, входящих в лот.
- Фасованный лот (Board lot) — лот, определяемый количеством ценных бумаг в зависимости от их номинала.